# Ostrołęka
Ostrołęka (in yiddish אסטראלענקע‎?, Ostrolenka) è una città polacca del voivodato della Masovia.
Ricopre una superficie di 29,00 km² e nel 2006 contava 53 605 abitanti.
È situata sul fiume Narew, a circa 120 km da Varsavia.

## Geografia fisica
È situata nel voivodato della Masovia dal 1999, mentre dal 1975 al 1998 è stata capitale del voivodato di Ostrołęka, esistente prima di quello di Masovia. Oggi è capoluogo del distretto di Ostrołęka.

## Storia
La città fu fondata nel Medioevo durante il regno della dinastia Piast in Polonia. A Ostrołęka furono garantiti diritti civili nel 1373. Ostrołęka era una città regia nel Regno di Polonia, amministrativamente parte del voivodato della Masovia.
Il 26 maggio 1831 fu combattuta presso la città la Battaglia di Ostrołęka, importante conflitto avvenuto durante la Rivolta di Novembre.

## Istruzione
- Wyższa Szkoła Administracji Publicznej
- Wyższa Szkoła Ekonomiczno-Społeczna

## Politica

### Costituente di Ostrołęka-Siedlce
Membri del Parlamento (Sejm) eletti dalla Costituente di Ostrołęka-Siedlce
- Chrzanowski Zbigniew, PO
- Deptuła Zbigniew, PSL
- Dziewulski Zbigniew, Samoobrona
- Filipek Krzysztof, Samoobrona
- Janowski Gabriel, LPR
- Kalinowski Jarosław, PSL
- Krutczenko Zbigniew, SLD-UP
- Kurpiewski Stanisław, SLD-UP
- Józef Oleksy, SLD-UP
- Piłka Marian, PiS
- Prządka Stanisława, SLD-UP
- Sawicki Marek, PSL

## Amministrazione

### Gemellaggi
Ostrołęka è gemellata con le seguenti città:
- Alytus
- Balassagyarmat
- Cafelândia
- Meppen
- Mosty
- Pryluky

## Galleria d'immagini

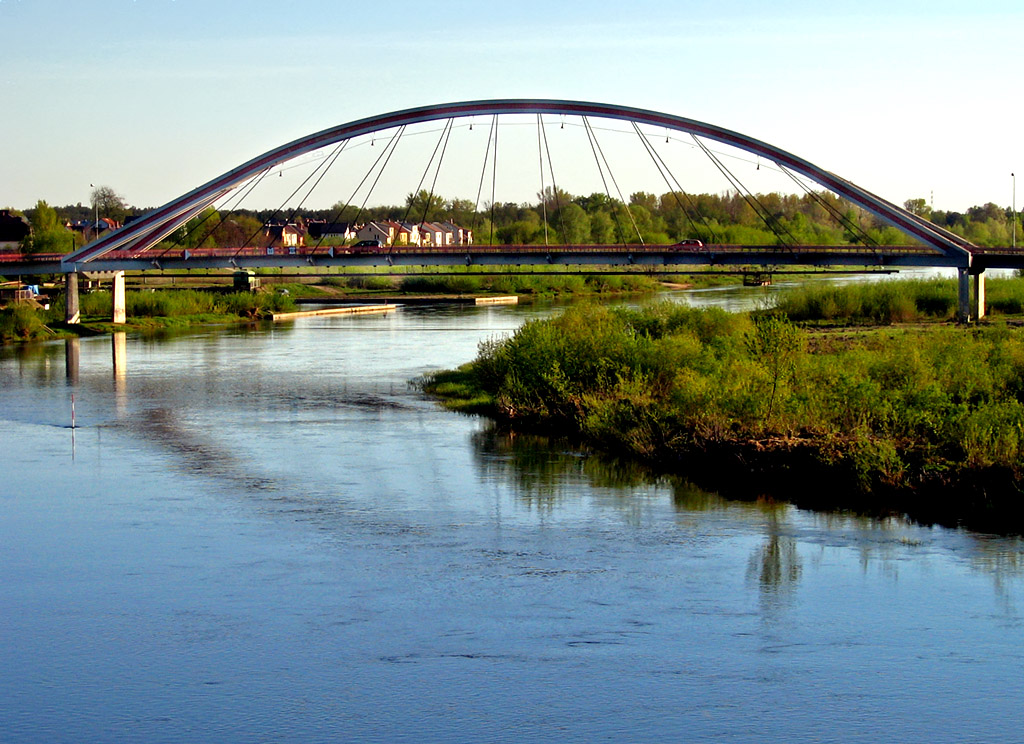
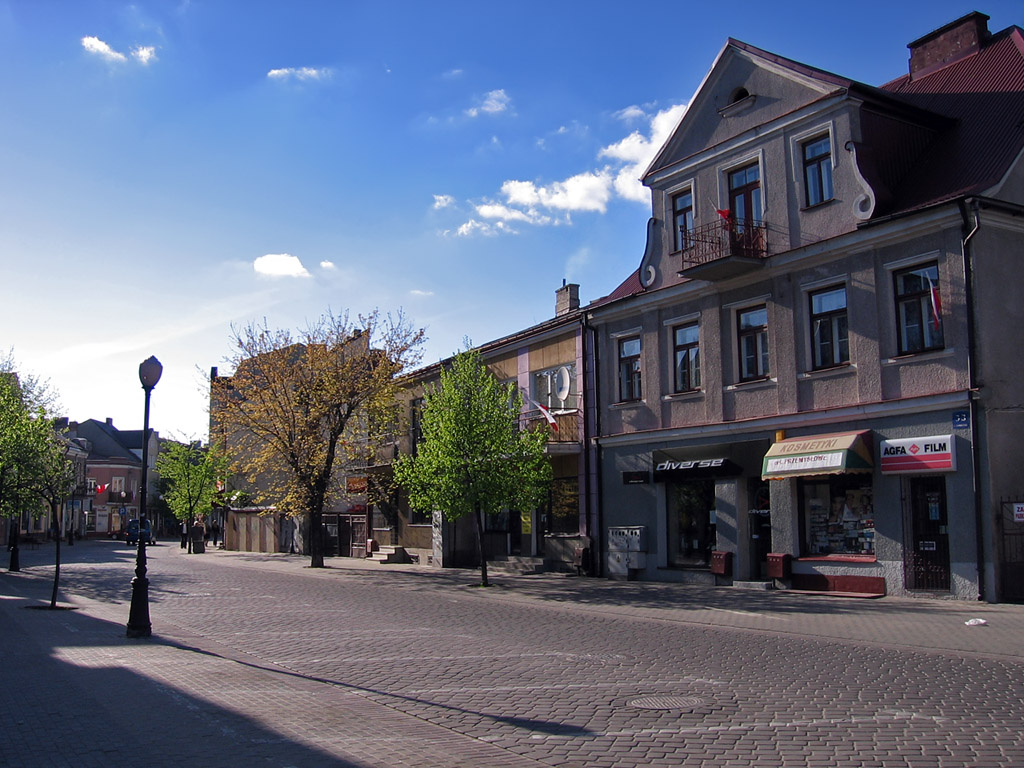